# Tamarisk
Tamarisk eller keltisk tamarisk, Tamarix gallica, är en buske som kan bli åtta meter hög. Arten ingår i släktet tamarisker (Tamarix). 
Tamarisk förekommer som buske eller träd med en höjd mellan 2 och 10 meter.
Busken är kal med rödbrun bark och mycket små stjälkomfattande blad. De vita eller svagt rosa blommorna är små och sitter mycket tätt på grenarna. Busken växer naturligt i sydvästra Europa och blommar från juli till september. Tamarisken är lämplig som strandträd vid Medelhavet eftersom den tål saltvatten, och planteras ofta för att ge skugga vid sandstränder.
Det ursprungliga utbredningsområdet sträcker sig från Frankrike till Iberiska halvön och Italien. En avskild population finns i Tunisien. Arten växer i låglandet och i bergstrakter upp till 975 meter över havet. Tamarisk introducerades i andra världsdelar.
Den vilda populationen kan pollineras med pollen från exemplar som odlas som kulturväxt. Hela beståndet bedöms som stabilt. IUCN listar arten som livskraftig (LC).
Tamarisk omnämns i psalmen "Där tamariskens skugga ner på mjuka tuvan" samt i 1 Mos 21:33 i Bibeln (då antagligen en annan art i släktet). Tamarisker omnämns också i Koranen kapitel 34 vers 16.